# 救世主ハリストス大聖堂 (カリーニングラード)

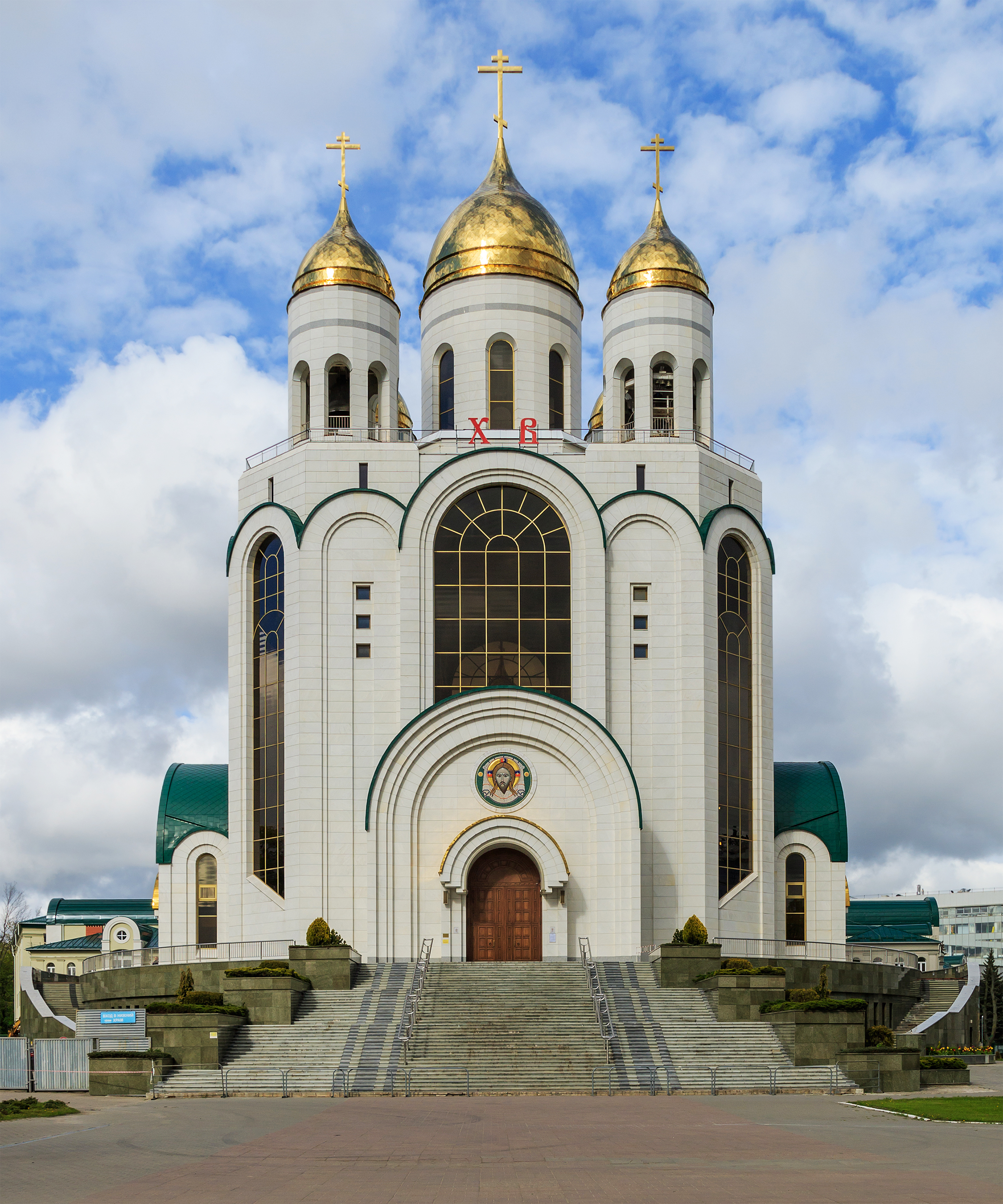

救世主ハリストス大聖堂（ロシア語: Храм Христа Спасителя, Khram Khrista Spasitelya）は、正教会の大聖堂で、ロシアの飛び地カリーニングラード州の州都カリーニングラードにある、同州で最大の大聖堂である。帝政ロシアの大聖堂建築などに多く見られたネオ・ビザンティン様式により設計された。70メートル以上の高さを誇り、勝利広場と呼ばれる街の中央広場に面してそびえている。近くには木造の小さな聖堂が併設されている。2006年9月10日に落成した。